# Fermín Javier de Aoiz
Fermín Javier de Aoiz fue un funcionario del Virreinato del Río de la Plata que se desempeñó como Ministro de las Reales Cajas de Potosí y del Tribunal de Cuentas de Buenos Aires.

## Biografía
Fermín Francisco Javier de Aoiz nació en Buenos Aires en 1739, hijo de Pablo de Aoiz y de la Torre, natural de Tafalla, Navarra, general de los Reales Ejércitos, Regidor y próspero comerciante de la ciudad, y de Tomasa Larrazábal y Avellaneda
Casó el 29 de septiembre de 1768 con su prima María Rafaela de la Moneda, nacida en 1748 e hija de Rafael De La Moneda y Maria Josepha de Igarzabal.
Tras la muerte de su padre fue acusado públicamente de falsario por su madre, a quien había prestado dinero contra la firma de pagarés.
En 1774 nació en Calera de las Vacas (Uruguay), Juan Fermín Rafael de San Martín, tercer hijo de Juan de San Martín y hermano del Libertador José de San Martín. Fermín Aoiz y su esposa fueron elegidos como padrinos, siendo representados por Pedro Arévalo y Juana Carador y Arpide.
En 1779 fue alcalde de 2 voto y defensor de pobres del cabildo de Buenos Aires y en el mismo año pasó a desempeñarse como alguacil mayor de las Reales Cajas de Potosí.
En marzo de 1781 había ascendido a Contador Mayor de dichas Reales Cajas, pero ese año debió regresar a Buenos Aires. Su esposa había permanecido en la ciudad y presentaba signos de enfermedad mental. En 1782 el Protomedicato de Buenos Aires le diagnosticó un cuadro de "manía alternada con melancolía" y encontró como causa principal la ausencia de su marido: "Certificamos que a poco de haber hecho ausencia de esta ciudad, en el año 1779, don Fermín de Noir (sic), oficial real de la Villa de Potosí, fuimos llamados son juntos por doña Maria Rafaela de la Moneda, su esposa, a lo que hallamos con los pulsos tardos y pequeños, respiración algo las anhelosa, el semblante alterado, quejándose 3 de una pervigilia continua, inapetencia de y eritemas, opresión en los precordios y un terror la pánico errático(...) degenerando en una melancolía mañana confirmada, y de ésta, en manía,y unas veces demens, y con más frecuencia, furens. Hechos cargos en la continua asistencia de la enferma (...) todo su delirio y perturbación eran acordarse de su marido, ya como presente, ya como no ausente, ya muerto, y que lo mataban he a su vista; juzgamos y asentamos  dormido unánimes, prescindiendo de las causas predisponentes, que la excitante de su enfermedad dimanó de la ausencia de su marido y sin que para su curación fuese de algún nada alivio su venida el año pasado de 1781".
En junio de 1793 estaba en Potosí
Por decreto del 28 de enero de 1794 fue nombrado ministro honorario del Tribunal de Cuentas de Buenos Aires y hacia 1797 era Ministro de las Reales Cajas de Potosí.
El 20 de agosto de 1807 falleció su esposa.
Fue propietario de una chacra de media legua de frente sobre el Riachuelo por una legua y media de fondo que heredó de su padre, quien la había adquirido en 1765 a Juan Zamora, tierras que corresponden a la actual Ciudad de Gerli (dentro del futuro Partido de Barracas al Sud) y que fueron fraccionadas y vendidas alrededor del año 1820 por sus herederos.
También tenía cruzando el Riachuelo una fracción en la futura Barracas del Sur y actual partido de Avellaneda, que fue adquirida por Francisco Mariano de Orma. Junto con las tierras que adquirió a Victorio García de Zúñiga constituían una famosa quinta donde solían reunirse clandestinamente los patriotas: "Una sociedad secreta elegida por los mismos patriotas era el foco invisible de ese movimiento (...)reuníase unas veces en la fábrica de Vieytes o en la quinta de Orma; pero más frecuentemente en la de Rodríguez Peña, que era el nervio de esta asociación".
Uno de sus hermanos, Tomás Pablo, tras desempeñarse como Corregidor en Chile y formar allí familia se trasladó a Buenos Aires donde vivió enfermo y pobre mantenido por Fermín Javier.
Su hermana Petronila Nolasca casó con el mariscal José Ignacio de la Quintana y Riglos, y fue abuela de Remedios de Escalada de la Quintana, esposa del general José de San Martín.
Una de sus tías, Juana María de Larrazábal y Avellaneda casó con Gregorio de Otárola Esteybar y fueron padres de José Antonio de Otárola Larrazábal quien casó con Josefa del Ribero Cossio, siendo a su vez padres de Saturnina Bárbara Otálora y del Ribero, esposa de Cornelio Saavedra, y de María Bárbara Martina de Otálora y Ribero, quien se convertiría en su segunda esposa. Así: "Nieto y bisnieto de capitanes, Cornelio Saavedra se casó en segundas nupcias con la hija del teniente coronel José Antonio Otálora (primer regidor en 1780) y accedió a la condición de cuñado del contador de las reales cajas de Potosí, Fermín de Aoiz, hermano a su vez del teniente de ejército Tomás Pablo de Aoiz (regidor en 1779)".